# 巴雷特·福
巴雷特·福（英語：Barrett Foa，1977年9月18日—）是美國的一位演員，出生在曼哈頓。他最著名的作品是在海军罪案调查处：洛杉矶中飾演Eric Beale角色，此外也出演過HBO電視劇我家也有大明星等。